# Municipio de Martin (condado de Crawford)
El municipio de Martin (en inglés: Martin Township) es un municipio ubicado en el condado de Crawford en el estado estadounidense de Illinois. En el año 2010 tenía una población de 531 habitantes y una densidad poblacional de 4,82 personas por km².

## Geografía
El municipio de Martin se encuentra ubicado en las coordenadas 38°54′39″N 87°51′56″O / 38.91083, -87.86556. Según la Oficina del Censo de los Estados Unidos, el municipio tiene una superficie total de 110.16 km², de la cual 110,13 km² corresponden a tierra firme y (0,03 %) 0,03 km² es agua.

## Demografía
Según el censo de 2010, había 531 personas residiendo en el municipio de Martin. La densidad de población era de 4,82 hab./km². De los 531 habitantes, el municipio de Martin estaba compuesto por el 98,68 % blancos, el 0,38 % eran afroamericanos, el 0,56 % eran amerindios, el 0,19 % eran de otras razas y el 0,19 % eran de una mezcla de razas. Del total de la población el 1,13 % eran hispanos o latinos de cualquier raza.